# Suchy Dąb (gmina)
Suchy Dąb – gmina wiejska w województwie pomorskim, w powiecie gdańskim. Gmina w całości znajduje się w aglomeracji trójmiejskiej. Siedziba gminy to Suchy Dąb.
Gmina Suchy Dąb funkcjonowała w latach 1945–1954, 1973–1976 i od 1991. W latach 1973–76 i 1991–98 znajdowała się w województwie gdańskim.
W skład gminy wchodzi 8 sołectw : Grabiny-Zameczek, Koźliny, Krzywe Koło, Osice, Ostrowite, Steblewo, Suchy Dąb, Wróblewo

## Historia
Gmina Suchy Dąb powstała po II wojnie światowej (1945) w części byłego Wolnego Miasta Gdańsk, w której utworzono powiat gdański (ziemie te wchodziły w skład tzw. IV okręgu administracyjnego – Mazurskiego). 7 kwietnia 1945 gmina – wraz z pozostałym obszarem byłego Wolnego Miasta Gdańsk – weszła w skład nowo utworzonego woj. gdańskiego.
Według stanu z 1 lipca 1952 gmina składała się z 9 gromad: Giemlice, Grabiny-Zameczek, Koźliny, Krzywe Koło, Osice, Ostrowite, Steblewo, Suchy Dąb i Wróblewo. Gmina została zniesiona 29 września 1954 wraz z reformą wprowadzającą gromady w miejsce gmin. W latach 1954–1972 funkcjonowały gromady Suchy Dąb (Suchy Dąb, Grabiny-Zameczek, Osice, Ostrowite i Wróblewo), Krzywe Koło (Krzywe Koło, Koźliny i Steblewo) i Cedry Wielkie (Giemlice).
Gminę Suchy Dąb reaktywowano w dniu 1 stycznia 1973 roku w powiecie gdańskim w woj. gdańskim. W skład gminy weszło 9 sołectw: Giemlice, Grabiny-Zameczek, Koźliny, Krzywe Koło, Osice, Ostrowite, Steblewo, Suchy Dąb i Wróblewo, czyli w tym samym składzie co w 1954 roku.
1 czerwca 1975 roku gmina znalazła się w nowo utworzonym mniejszym woj. gdańskim.
2 lipca 1976 roku gmina została zniesiona, a jej tereny włączone do gmin:
- Cedry Wielkie (obszar sołectwa Giemlice),
- Pszczółki (obszary sołectw Grabiny-Zameczek, Koźliny, Krzywe Koło, Osice, Ostrowite, Steblewo, Suchy Dąb i Wróblewo).

Gminę reaktywowano 2 kwietnia 1991. Reaktywowana w 1991 roku gmina Suchy Dąb objęła nieco mniejszy obszar (8 sołectw) niż w 1976 roku (9 sołectw). W jej skład nie weszło sołectwo Giemlice, włączone w 1976 do gminy Cedry Wielkie, natomiast weszły wszystkie sołectwa  włączone w 1976 do gminy Pszczółki (Grabiny-Zameczek, Koźliny, Krzywe Koło, Osice, Ostrowite, Steblewo, Suchy Dąb i Wróblewo). Pierwsze posiedzenie Rady Gminy odbyło się 21 maja 1991. 

## Struktura powierzchni
Według danych z roku 2019 gmina Suchy Dąb ma obszar 84,77 km², w tym:
- użytki rolne: 85%
- użytki leśne: 0%

Gmina stanowi 10,71% powierzchni powiatu.

## Demografia
| Tab. 1. Stan ludności gminy w okresie 2006 - 2022 | Tab. 1. Stan ludności gminy w okresie 2006 - 2022 | Tab. 1. Stan ludności gminy w okresie 2006 - 2022 | Tab. 1. Stan ludności gminy w okresie 2006 - 2022 | Tab. 1. Stan ludności gminy w okresie 2006 - 2022 | Tab. 1. Stan ludności gminy w okresie 2006 - 2022 | Tab. 1. Stan ludności gminy w okresie 2006 - 2022 | Tab. 1. Stan ludności gminy w okresie 2006 - 2022 | Tab. 1. Stan ludności gminy w okresie 2006 - 2022 | Tab. 1. Stan ludności gminy w okresie 2006 - 2022 | Tab. 1. Stan ludności gminy w okresie 2006 - 2022 | Tab. 1. Stan ludności gminy w okresie 2006 - 2022 | Tab. 1. Stan ludności gminy w okresie 2006 - 2022 | Tab. 1. Stan ludności gminy w okresie 2006 - 2022 | Tab. 1. Stan ludności gminy w okresie 2006 - 2022 |
| Data spisu                                        | 31 grudnia 2006                                   | 31 grudnia 2010                                   | 31 grudnia 2011                                   | 31 grudnia 2012                                   | 31 grudnia 2013                                   | 31 grudnia 2014                                   | 31 grudnia 2015                                   | 31 grudnia 2016                                   | 31 grudnia 2017                                   | 31 grudnia 2018                                   | 31 grudnia 2019                                   | 31 grudnia 2020                                   | 31 grudnia 2021                                   | 31 grudnia 2022                                   |
| ------------------------------------------------- | ------------------------------------------------- | ------------------------------------------------- | ------------------------------------------------- | ------------------------------------------------- | ------------------------------------------------- | ------------------------------------------------- | ------------------------------------------------- | ------------------------------------------------- | ------------------------------------------------- | ------------------------------------------------- | ------------------------------------------------- | ------------------------------------------------- | ------------------------------------------------- | ------------------------------------------------- |
| Populacja                                         | 3917                                              | 4078                                              | 4080,                                             | 4062,                                             | 4085,                                             | 4087                                              | 4130                                              | 4087                                              | 4105                                              | 4099                                              | 4136                                              | 4156                                              | 4179                                              | 4164                                              |

Tab. 2. Dane demograficzne z 31 grudnia 2022
| Opis                              | Ogółem | Ogółem | Kobiety | Kobiety | Mężczyźni | Mężczyźni |
| --------------------------------- | ------ | ------ | ------- | ------- | --------- | --------- |
| jednostka                         | osób   | %      | osób    | %       | osób      | %         |
| populacja                         | 4164   | 100    | 2068    | 49,66   | 2096      | 50,34     |
| gęstość zaludnienia (mieszk./km²) | 49,12  | 49,12  | 24,39   | 24,39   | 24,73     | 24,73     |

## Miejscowości
| Tab. 3. Miejscowości podstawowe oraz ich integralne części w administracji gminy Suchy Dąb, z wyrażeniem ich położenia geograficznego. | Tab. 3. Miejscowości podstawowe oraz ich integralne części w administracji gminy Suchy Dąb, z wyrażeniem ich położenia geograficznego. | Tab. 3. Miejscowości podstawowe oraz ich integralne części w administracji gminy Suchy Dąb, z wyrażeniem ich położenia geograficznego. | Tab. 3. Miejscowości podstawowe oraz ich integralne części w administracji gminy Suchy Dąb, z wyrażeniem ich położenia geograficznego. | Tab. 3. Miejscowości podstawowe oraz ich integralne części w administracji gminy Suchy Dąb, z wyrażeniem ich położenia geograficznego. |
| Identyfikator SIMC | Nazwa miejscowości | Rodzaj miejscowości | Miejscowość podstawowa /statystyczna                                                                                                   | Położenie geograficzne |
| --- | --- | --- | --- | --- |
| 0174467 | Grabiny-Zameczek | wieś | | 54°14′16″N 18°44′58″E/54,237778 18,749444                                                                                              |
| 0174473 | Grabiny-Zameczek | osada | Grabiny-Zameczek | 54°15′23″N 18°44′33″E/54,256389 18,742500                                                                                              |
| 0174480 | Koźliny | wieś | | 54°09′40″N 18°47′59″E/54,161111 18,799722                                                                                              |
| 0174496 | Krzywe Koło | wieś | | 54°10′52″N 18°46′46″E/54,181111 18,779444                                                                                              |
| 0174504 | Krzywe Koło | osada | Krzywe Koło | 54°10′30″N 18°45′35″E/54,175000 18,759722                                                                                              |
| 0174510 | Osice | wieś | | 54°12′53″N 18°48′47″E/54,214722 18,813056                                                                                              |
| 0174527 | Ostrowite | wieś | | 54°11′59″N 18°43′30″E/54,199722 18,725000                                                                                              |
| 0174533 | Steblewo | wieś | | 54°10′58″N 18°49′49″E/54,182778 18,830278                                                                                              |
| 0174540 | Suchy Dąb | wieś | | 54°12′36″N 18°46′04″E/54,210000 18,767778                                                                                              |
| 0174556 | Wróblewo | wieś | | 54°15′29″N 18°44′54″E/54,258056 18,748333                                                                                              |
| Źródła: Wykaz urzędowych nazw miejscowości i ich części(xls),Zbiory danych państwowego rejestru nazw geograficznych -2025-07-13        | | | | |

- Piramida wieku mieszkańców gminy Suchy Dąb w 2019 roku[15][16].

## Pozostałe miejscowości niesołeckie
Występujące w spisie miejscowości
Grabiny-Zameczek (osada), Krzywe Koło (kolonia),
Niewystępujące w spisie miejscowości
Grabiny Duchowne, Grabowe Pole, Grabowo, Ptaszniki

## Sąsiednie gminy
Cedry Wielkie, Lichnowy, Ostaszewo, Pruszcz Gdański, Pszczółki, Tczew